# Copa Brasil de Voleibol Feminino de 2016
A Copa Brasil de Voleibol Feminino de 2016 foi a quinta edição desta competição organizada pela Confederação Brasileira de Voleibol através da Unidade de Competições Nacionais. Participaram do torneio oito equipes provenientes de cinco estados brasileiros: São Paulo, Rio de Janeiro, Minas Gerais , Santa Catarina e Brasília. O torneio foi realizado no Ginásio do Taquaral, em Campinas, São Paulo.

## Regulamento
Classificaram-se para a disputa da Copa Brasil de 2016 as oito melhores equipes da Superliga 2015/2016. O torneio foi disputado em sistema de eliminatória simples, em jogo único, com fases de quartas-de-final, semifinais e final.
Todas as partidas do torneio FDA fase eliminatória foram realizadas nos ginásios dos mandantes e as semifinais e finais no Ginásio do Taquaral.

## Equipes participantes
Oito equipes disputaram o título da Copa Brasil de Voleibol Feminino. Foram elas:
| Equipe Nome fantasia                        | Ginásio Cidade                           | Capacidade | Última participação | Superliga 2015/2016 |
| ------------------------------------------- | ---------------------------------------- | ---------- | ------------------- | ------------------- |
| Rio de Janeiro VC Rexona-Ades/RJ            | Tijuca Tênis Clube Rio de Janeiro        | 3000       | Cuiabá 2015         | 1º                  |
| Praia Clube Dentil/Praia Clube              | Oranides Borges do Nascimento Uberlândia | 1 730      | Cuiabá 2015         | 2º                  |
| Minas Minas TC                              | Arena JK Belo Horizonte                  | 3 650      | Cuiabá 2015         | 3º                  |
| Osasco VC Vôlei Nestlé/ Osasco              | José Liberatti Osasco                    | 4 500      | Cuiabá 2015         | 4º                  |
| SER Rio do Sul Rio do Sul/Equibrasil        | Artenir Werner Rio do Sul                | 1 500      | Maringá 2014        | 5º                  |
| Brasília Vôlei Terracap/Brasília Vôlei      | Sesi Taguatinga Taguatinga               | 1 150      | Cuiabá 2015         | 6º                  |
| Sesi-SP                                     | Sesi Vila Leopoldina São Paulo           | 800        | Cuiabá 2015         | 7º                  |
| São Caetano São Cristóvão Saúde/São Caetano | Lauro Gomes São Caetano do Sul           | 5 000      | Cuiabá 2015         | 8º                  |

## Resultados
|  | Quartas-de-final | Quartas-de-final | Quartas-de-final |             |        | Semifinais     | Semifinais | Semifinais |  |  | Final | Final          | Final |
|  |                  |                  |                  |             |        |                |            |            |  |  |       |                |       |
|  | 1º               | Rio de Janeiro   | 3                |             |        |                |            |            |  |  |       |                |       |
|  | 8º               | São Caetano      | 0                |             |        |                |            |            |  |  |       |                |       |
|  | 8º               | São Caetano      | 0                |             | 1º     | Rio de Janeiro | 3          |            |  |  |       |                |       |
|  |                  |                  |                  |             | 1º     | Rio de Janeiro | 3          |            |  |  |       |                |       |
|  |                  | 4º               | Osasco           | 1           |        |                |            |            |  |  |       |                |       |
|  | 4º               | 4º               | Osasco           | 1           | Osasco | 3              |            |            |  |  |       |                |       |
|  | 4º               |                  |                  |             | Osasco | 3              |            |            |  |  |       |                |       |
|  | 5º               | Rio do Sul       | 0                |             |        |                |            |            |  |  |       |                |       |
|  |                  |                  |                  |             |        |                |            |            |  |  | 1º    | Rio de Janeiro | 3     |
|  |                  |                  | 2º               | Praia Clube | 0      |                |            |            |  |  |       |                |       |
|  | 2º               | Praia Clube      | 3                |             |        |                |            |            |  |  |       |                |       |
|  | 7º               | Sesi-SP          | 2                |             |        |                |            |            |  |  |       |                |       |
|  | 7º               | Sesi-SP          | 2                |             | 2º     | Praia Clube    | 3          |            |  |  |       |                |       |
|  |                  |                  |                  |             | 2º     | Praia Clube    | 3          |            |  |  |       |                |       |
|  |                  | 3º               | Minas            | 0           |        |                |            |            |  |  |       |                |       |
|  | 3º               | 3º               | Minas            | 0           | Minas  | 3              |            |            |  |  |       |                |       |
|  | 3º               |                  |                  |             | Minas  | 3              |            |            |  |  |       |                |       |
|  | 6º               | Brasília Vôlei   | 1                |             |        |                |            |            |  |  |       |                |       |

## Classificação final
| Posição | Equipe         |
| ------- | -------------- |
|         | Rio de Janeiro |
|         | Praia Clube    |
|         | Osasco         |
| 4º      | Minas          |
| 5º      | Sesi-SP        |
| 6º      | Brasília Vôlei |
| 7º      | Rio do Sul     |
| 8º      | São Caetano    |

| Copa Brasil de Voleibol Feminino de 2016 |
| Rio de Janeiro                           |
| ---------------------------------------- |
| Rio de Janeiro Campeão (2º título)       |